# الدمى (فلم)
فيلم الدمى (بالإنجليزية: The Muppet Movie) هو فيلم كوميدي تم إنتاجه في المملكة المتحدة والولايات المتحدة وصدر في سنة 1979.

## بطولة
- جيم هانسون

## الميزانية والإيرادات
بلغت تكلفة إنتاج الفيلم حوالي 28 مليون دولار بينما حقق أرباحا تقدر بـ 76,657,000 دولار.

## وصلات خارجية
- مقالات تستعمل روابط فنية بلا صلة مع ويكي بيانات